# Hirofumi Moriyasu
Hirofumi Moriyasu (森安 洋文, Moriyasu Hirofumi) est un footballeur japonais né le 23 avril 1985. Il évolue au poste de milieu de terrain.

## Biographie
Hirofumi Moriyasu commence sa carrière au club japonais du Mitsubishi Mizushima.
Il joue ensuite en Australie, à l'APIA Leichhardt et au Sydney FC. C'est avec le club de Sydney qu'il joue ses premiers matchs en Ligue des champions de l'AFC.
En 2012, il retourne au Japon et s'engage avec le FC Gifu, club de J-League 2.